# Pan Magoo (serial animowany)
Pan Magoo (ang. The Famous Adventures of Mr. Magoo, 1964–1965) – amerykański serial animowany wyprodukowany przez United Productions of America. W Polsce nadawany był dawniej na kanale TVP2.

## Opis fabuły
Serial opowiada o przygodach Quincy'ego Magoo, który przeżywa niesamowite przygody.

## Bohaterowie
- Pan Quincy Magoo – główny bohater kreskówki.
- Waldo – sąsiad Quincy'ego.
- McBarker – pies Quincy'ego.
- Pani Magoo – matka Quincy'ego.
- Tycoon Magoo – bogaty wujek Quincy'ego.

## Obsada
- Jim Backus – Pan Quincy Magoo
- Marvin Miller
- Paul Frees
- Dal McKennon